# Friedrich Christian Avé-Lallemant

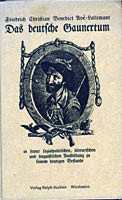
Das deutsche Gaunerthum.

Friedrich Christian Benedikt Avé-Lallemant, född den 23 maj 1809 i Lübeck, död den 20 juli 1892 i Marienfelde, var en tysk polisman och kriminolog. Han var bror till Theodor och Robert Christian Avé-Lallemant.
Avé-Lallemant blev 1834 juris doktor i Jena och var 1851–1868 polischef i Lübeck. Han ägnade sig åt historiska och lingvistiska studier över polis- och kriminalväsendet samt utgav Das deutsche Gaunerthum (1858–1862; 4 band), smärre skrifter i samma ämne samt kriminalromaner. Hans ströskrift Der Brand und Untergang des schwedischen Dampschiffes L. J. Bager am 3 Oktober 1875 är författad till försvar för Lübecks köpmän.